# Low Roar (album)
| Recensione | Giudizio |
| ---------- | -------- |
| PopMatters |          |

Low Roar è il primo album in studio del gruppo musicale islandese omonimo, pubblicato il 4 luglio 2011 dalla Tonequake Records.

## Descrizione
Low Roar può essere descritto come un album dalle influenze folk rock in cui si combinano elementi post-rock con altri prettamente ambient. Il disco rappresenta una reazione alle difficoltà affrontate da Ryan Karazija, frontman del gruppo, in seguito al trasloco da Livermore, in California, a Reykjavík, in Islanda. Il doversi adattare a vivere in una terra straniera, trovando un lavoro e aiutando la propria famiglia, ha spinto Karazija a scrivere canzoni ogni giorno traendo ispirazione dalle sue esperienze.
L'album è stato registrato principalmente con un laptop nella cucina di Karazija, come da lui stesso dichiarato: «dopo aver imparato ad usare GarageBand, qualcuno mi ha prestato un microfono e un controller».

## Promozione
Per promuovere Low Roar è stata presentata come prima anticipazione la traccia di apertura Give Up. Successivamente, il 1 novembre 2011 è stata resa disponibile per l'ascolto gratuito sulla piattaforma Bandcamp la traccia di chiusura Tonight, Tonight, Tonight. Nel 2023 l'album è stato ristampato su vinile, con l'aggiunta della traccia strumentale inedita No Words.

## Tracce
Testi e musiche di Ryan Karazija.
1. Give Up – 3:06
2. Just a Habit – 3:27
3. Nobody Else – 4:57
4. Patience – 5:45
5. Low Roar – 2:13
6. Friends Make Garbage, Good Friends Take It Out – 5:34
7. The Painter – 4:45
8. Help Me – 3:51
9. Rolling Over – 5:07
10. Puzzle – 3:18
11. Because We Have To – 3:55
12. Tonight, Tonight, Tonight – 7:56

Traccia bonus nella riedizione 2 LP del 2023
1. No Words – 7:05

## Formazione
Hanno partecipato alle registrazioni, secondo le note di copertina:
Gruppo
- Ryan Karazija – voce, strumentazione
- Andrew Scheps – luccichio e sub (traccia 3), glockenspiel e ottoni (traccia 7), harmonium, pianoforte e basso (traccia 8), Doepfer (tracce 8 e 9), rhodes (traccia 11), tastiera e programmazione (traccia 12)

Altri musicisti
- Burton Li – pianoforte e organo a pompa (tracce 1 e 9), cori (traccia 1), chitarra (traccia 9)
- Michael Knox – rhodes (traccia 2)
- Anton Patzner – archi (traccia 4)
- Lewis Patzner – archi (traccia 4), violoncello (traccia 8)
- Thorleifur Gaukur Davidsson – armonica a bocca (traccia 6)
- Árni Teitur Ásgeirsson – programmazione (tracce 10 e 12)

Produzione
- Low Roar – produzione, registrazione, missaggio
- Rakka – illustrazione copertina